# Gary Player
Gary Player (* 1. November 1935 in Johannesburg) ist ein südafrikanischer Profi-Golfsportler und gehört zu den besten Golfsportlern. Sein wichtigster Spitzname ist „Black Knight“, der schwarze Ritter (wegen seiner stets schwarzen Spielkleidung).

## Leben
Player wurde als letztes von drei Kindern geboren. Sein Vater Harry arbeitete als Captain in einer Goldmine. Als Gary Player acht Jahre alt war, starb seine Mutter Muriel an Krebs. Erst im Alter von 14 Jahren begann er Golf zu spielen. 1953 wurde er, noch 17-jährig, Berufsgolfer. Im Januar 1957 heiratete er Vivienne, mit der er sechs Kinder hat. Player hat über viele Jahre die Apartheid in Südafrika verteidigt, sich aber später von seiner früheren Haltung distanziert. Als er am 7. Januar 2021, einen Tag nach dem Sturm auf das Kapitol in Washington, aus den Händen von US-Präsident Donald Trump die Presidential Medal of Freedom entgegennahm, wurde er unter anderem von seinem ältesten Sohn Marc dafür öffentlich kritisiert.

## Erfolge
Player stieg Ende der 1950er Jahre in die nordamerikanische PGA Tour ein, gewann die Geldrangliste 1961 und sammelte dort insgesamt 24 Siege. Er spielte aber auch weltweit überaus erfolgreich mit, reiste über 22 Millionen Kilometer und gewann rund 160 Turniere, darunter neun Majors sowie viele prestigereiche Trophäen in (Rekord-)Serie.
Gary Player ist der einzige Golfer des 20. Jahrhunderts, der die Open Championship in drei verschiedenen Dekaden für sich entscheiden konnte (1959, 1968 und 1974). 1998 brach er den Rekord von Sam Snead, als er beim Masters als bislang ältester Spieler den Cut schaffte. Von 1955 bis 1982 schaffte Player in jedem Jahr mindestens einen internationalen Turniersieg; den World-Match-Play-Titel holte er fünfmal, die Australian Open gewann er siebenmal, die South African Open dreizehnmal und das South African Masters zwölfmal. Er ist auch der einzige Golfer, der jemals bei einer professionell ausgetragenen Nationalen Open eine Runde unter 60 – eine 59 – erzielen konnte, so geschehen bei den Brazilian Open im Jahre 1974.
Als Südafrikaner war es Player verwehrt, im Ryder Cup antreten zu dürfen. Für den neugeschaffenen Presidents Cup war er als Spieler schon zu alt, aber zumindest als Kapitän war er 2003 und 2005 mit dabei.
Seit 1985 spielt Gary Player als Senior auch auf der Champions Tour, gewann im selben Jahr sein erstes Turnier, war bis 1990 immer unter den Top 10 der Geldrangliste und holte sich 6 Senior Majors. Zusammen mit den 3 Senior British-Open-Titeln, die zur European Seniors Tour zählen, hat es Player also auch im Seniorenbereich auf 9 Majors gebracht.

## Andere Aktivitäten
Gary Player ist ein begehrter Golfplatz-Designer mit über 300 Projekten rund um den Globus. Er leitet die Black Knight International, die ein weitläufiges Spektrum rund um den Golfsport abdeckt. Abseits vom Golf unterstützt Gary Player mit seiner Stiftung The Player Foundation weltweit die Ausbildung von Kindern und Jugendlichen und den Bau von Schulen.

## Zitat
The harder you practice, the luckier you get.

## Wichtigste Auszeichnungen und Ehrungen
- 1966: Bob Jones Award (Höchste Auszeichnung der USGA „in recognition of distinguished sportsmanship in golf“)
- 1974: World Golf Hall of Fame (Die Ruhmeshalle des Golfsports)
- 1994: Honorary Member of The Royal and Ancient Golf Club of St Andrews
- 1995: Honorary Doctor of Laws Degree from St. Andrews
- 1997: Honorary Doctor of Science from the University of Ulster, Nordirland
- 1999: Honorary Member of Carnoustie
- 1999: Honorary Doctorate in Law, University of Dundee
- 2003: Laureus Lifetime Achievement Award bei den Laureus World Sports Awards in Monte Carlo
- 2012: PGA TOUR Lifetime Achievement Award
- 2021: Presidential Medal of Freedom[3]
- South African Sportsman of the Century
- Order of Ikhamanga in Gold, überreicht vom südafrikanischen Präsidenten Thabo Mbeki für „excellence in golf and contribution to non-racial sport in South Africa“.

## Resultate bei Major-Turnieren
| Tournament            | 1956 | 1957 | 1958 | 1959 |
| --------------------- | ---- | ---- | ---- | ---- |
| Masters Tournament    |      | T24  | CUT  | T8   |
| U.S. Open             |      |      | 2    | T15  |
| The Open Championship | 4    | T24  | 7    | 1    |
| PGA Championship      |      |      |      |      |

| Tournament            | 1960 | 1961 | 1962 | 1963 | 1964 | 1965 | 1966 | 1967 | 1968 | 1969 |
| --------------------- | ---- | ---- | ---- | ---- | ---- | ---- | ---- | ---- | ---- | ---- |
| Masters Tournament    | T6   | 1    | 2    | T5   | T5   | T2   | T28  | T6   | T7   | T33  |
| U.S. Open             | T19  | T9   | T6   | T8   | T23  | 1    | T15  | T12  | T16  | T48  |
| The Open Championship | 7    | WD   | CUT  | T7   | T8   | WD   | T4   | T3   | 1    | T23  |
| PGA Championship      |      | T29  | 1    | T8   | T13  | T33  | T3   |      |      | 2    |

| Tournament            | 1970 | 1971 | 1972 | 1973 | 1974 | 1975 | 1976 | 1977 | 1978 | 1979 |
| --------------------- | ---- | ---- | ---- | ---- | ---- | ---- | ---- | ---- | ---- | ---- |
| Masters Tournament    | 3    | T6   | T10  |      | 1    | T30  | T28  | T19  | 1    | T17  |
| U.S. Open             | T44  | T27  | T15  | 12   | T8   | T43  | T23  | T10  | T6   | T2   |
| The Open Championship | CUT  | T7   | 6    | T14  | 1    | T32  | T28  | T22  | T34  | T19  |
| PGA Championship      | T12  | T4   | 1    | T51  | 7    | T33  | T13  | T31  | T26  | T23  |

| Tournament            | 1980 | 1981 | 1982 | 1983 | 1984 | 1985 | 1986 | 1987 | 1988 | 1989 |
| --------------------- | ---- | ---- | ---- | ---- | ---- | ---- | ---- | ---- | ---- | ---- |
| Masters Tournament    | T6   | T15  | T15  | CUT  | T21  | T36  | CUT  | T35  | CUT  | CUT  |
| U.S. Open             | CUT  | T26  | CUT  | T20  | T43  |      |      |      | CUT  | CUT  |
| The Open Championship | CUT  | CUT  | T42  | CUT  | CUT  | CUT  | T35  | T66  | T60  | CUT  |
| PGA Championship      | T26  | T49  | CUT  | T42  | T2   | CUT  |      |      |      |      |

| Tournament            | 1990 | 1991 | 1992 | 1993 | 1994 | 1995 | 1996 | 1997 | 1998 | 1999 |
| --------------------- | ---- | ---- | ---- | ---- | ---- | ---- | ---- | ---- | ---- | ---- |
| Masters Tournament    | T24  | CUT  | CUT  | 60   | CUT  | CUT  | CUT  | CUT  | 46   | CUT  |
| U.S. Open             |      |      |      |      |      |      |      |      |      |      |
| The Open Championship | CUT  | T57  | CUT  | CUT  | CUT  | T68  | CUT  | CUT  | CUT  | CUT  |
| PGA Championship      |      |      |      |      |      |      |      |      |      |      |

| Tournament            | 2000 | 2001 | 2002 | 2003 | 2004 | 2005 | 2006 | 2007 | 2008 | 2009 |
| --------------------- | ---- | ---- | ---- | ---- | ---- | ---- | ---- | ---- | ---- | ---- |
| Masters Tournament    | CUT  | CUT  | CUT  | CUT  | CUT  | CUT  | CUT  | CUT  | CUT  | CUT  |
| U.S. Open             |      |      |      |      |      |      |      |      |      |      |
| The Open Championship | CUT  | CUT  |      |      |      |      |      |      |      |      |
| PGA Championship      |      |      |      |      |      |      |      |      |      |      |

CUT = am Cut gescheitert

WD = Zurückgezogen

"T" = geteilter Rang

## PGA Tour Siege
- 1958: Kentucky Derby Open
- 1963: San Diego Open
- 1964: “500” Festival, Pensacola Open
- 1969: Tournament of Champions
- 1970: Greater Greensboro Open
- 1971: Greater Jacksonville Open, National Airlines Open
- 1973: Southern Open
- 1974: The Open Championship

## Andere Turniersiege (Auszug)
- South African Open: 13-mal zwischen 1956 und 1983
- South African Masters: 10-mal zwischen 1959 und 1976
- South African PGA: 5-mal zwischen 1959 und 1976
- Australian Open: 7 Siege zwischen 1958 und 1974
- World Cup: Einzelwertung 1965 und 1977
- World Match Play Championship: 5 Siege zwischen 1965 und 1974.
- World Series of Golf: 1965, 1968 und 1972
- Lancome Trophy: 1975

## Champions Tour Siege
- 1985: Quadel Seniors Classic
- 1986: Senior PGA Championship, United Hospital Classic, Denver Post Champions
- 1987: Mazda Senior Tournament Players Championship, U.S. Senior Open, PaineWebber World Seniors Invitational
- 1988: Senior PGA Championship, Aetna Challenge, Southwestern Bell Classic, U.S. Senior Open, GTE North Classic
- 1989: GTE North Classic, RJR Championship
- 1990: Senior PGA Championship
- 1991: Royal Caribbean Classic
- 1993: Bank One Senior Classic
- 1995: Bank One Senior Classic
- 1998: Northville Long Island Classic.

Senioren Majors sind fett gedruckt.

## Weitere Seniorenturnier-Siege
- 1986: Senior Skins Game (Südafrika)
- 1987: Northville Invitational (USA), German PGA Team Championship
- 1988: Senior British Open (European Seniors Tour), Nissan Senior Skins (Südafrika)
- 1990: Senior British Open (European Seniors Tour)
- 1991: Nissan Senior Skins (Südafrika)
- 1993: Irish Senior Masters (European Seniors Tour)
- 1997: Dai-ichi Seimei Cup (Japan), Senior British Open (European Seniors Tour), Shell Wentworth Senior Masters (European Seniors Tour),
- 2000: Senior Skins Game (USA)
- 2005: Nelson Mandela Invitational (Sunshine Tour – inoffizielles Event)

Senioren Majors sind fett gedruckt.